# 밀양아리랑
밀양아리랑(密陽---)은 주로 경상남도 밀양 지방을 중심으로 불리는 아리랑을 말한다.

## 개요
밀양지에 소개된 밀양아리랑
| …(전략)…아리랑은 실로 우리 '민족의 노래'라고 할 대표적인 근대민요이다. '이리랑'이란 말의 어원이나 노래의 연원이 명확하게 밝혀지지는 않지만, 대체로 '아리', '아라리', '아리랑' 등의 관계를 생각하면 오랜 옛날 우리 민족 생활에 어원을 둔 말이며, 그것이 원래의 의미를 잃어버리고 노래의 여음(餘音)이나 노래이름으로 쓰이게 된 것 같다. 아리랑랴의 여음의 흔적은 조선후기의 문헌기록에서 보이지만 지금의 아리랑과 같은 노래 형태들은 이보다 더 나중에 나타나기 시작한 것 같다. 18ㆍ19세기 이래 민중의식의 성장, 외세의 침략 등 민족근대사의 격동을 체험해 오는 과정에서 아리랑은 생활민중의 자기표현의 노래로 정착되었다고 본다. 전하는 가사에는 경복궁 중수에 관련됨직한 고달픈 노래, 동학농민전쟁의 쓰라린 경험, 제국주의의 침략에 저항하는 노래, 황금만능의 전도되는 가치에 대한 풍자, 개화 전후의 새로운 세태와 풍경, 의병, 독립군, 식민지 현실 등 담지 않은 내용이 없다시피 하다. 민중의 고통과 애환으로 점철된 민족근대사의 만화경이라 할 만하다. 다시 말하자면 민족근대사 속의 개인적 생활현실과 민족적 자아의 발견이 곧 아리랑의 세계이다. 그래서 고전민족요와는 달리, 또한 일제시대 민족정신을 퇴화시키려는 그들의 기만적 문화통치 정책과 관련되어 크게 유행한 소위 유행잡가류나 유흥신민요와도 구분해서 우리는 아리랑을 민족사의 근대를 반영하는 '근대민요'라고 부르는 것이다. 알려진 바와 같이 아리랑이 지역과 관계되는 종류로는, 참으로 오래도록 지역적 특성 속에서 지속되어 온 정선아라리를 비롯하여 강원도아리랑, 진도아리랑, 그리고 밀양아리랑 등을 들 수 있다. 이 밖에도 서울과 경기 일언에서 유행한 신아리랑ㆍ경기아리랑뿐 아니라 여러 곳에서 지역 명칭이 붙은 아리랑이 다수 확인되고있다. 아리랑이 확산되면서 일어난 현상으로 보인다. 이런 과정에서 아리랑은 유행잡가에 수용되기도 했지만, 독립군 아리랑, 광복군아리랑처럼 항일독립투쟁의 민족 역량을 노래하고, 영화ㆍ영극 운동에 확산됨으로써 민족문화예술운동의 중심적 명제가 되기도 하였다. 여기에서 더욱 주목할 일은 주로 만주일대에서 활동한 독립군의 노래 중 대표적인 독립군가가 밀양아리랑의 곡조에 실어불렸다는 사실이다. 독립군은 아마 밀양아리랑의 경쾌한 가락 때문에 여기에다 힘찬 가사를 붙여 이를 군가로 불렀을 것이다. 이 시기 도립군의 지도적 인물중에는 영남 쪽의 애국청년들이 많았던 점과 한편 밀양아리랑의 경쾌한 가락이 이미널려 퍼져서 유행되고 있었을 것이라는 점이 이러한 사정을 짐작하게 한다. 아뭏든 지금 남아 있는 밀양아리랑의 '날좀보소'나 '정든님이 오시는데' 등의 유흥적 가사 내용과 대비해볼 때 매우 흥미있는 일이라 하겠다. 그런데 밀양에서 밀양아리랑은 그리 많이 불리지 않는다. 밀양지역도 역시 전국 어디서나 확인되는 여러 가지 가사의 아리랑이 흔하고 밀양아리랑의 가락과 유흥적 가사는 일반화되지 않았다. 민요가 원래 그러하듯이 아리랑의 가락도 여러 가지여서 그 갈래를 잡기가 어려운 형편이며, 따라서 밀양아리랑의 경쾌한 가락이 언제 어떻게 이루어졌는지 확실치 않다. 다만 음악 쪽의 연구자는 밀양지방의 기층(基層)음악에는 지금의 소위 밀양아리랑과 유사한 가락이 없으므로 이 밀양아리랑은 다른 아리랑보다 뒤에 생긴 것이 아닌가라고 주장하기도 한다. 그런가 하면, 밀양 삼랑진에는 예부터 조창(漕倉)이 있었고 수곡선(稅穀船)의 발선지가 되어 교통과 물산의 유통집산이 매우 번답하였다. 여기에서 유흥적 가락과 가사가 생겨날 어떤 관련성을 짐작해볼 수도 있을 것이다. 또한 아랑전설과의 인위적이건 자연발생적이건 관련가능성도 전혀 부인할 수만은 없지 않을까 하는 주장도 있다. 그러나 현재 밀양지방의 대부분 민요 창자들은 밀양아리랑 곡조보다는 일반적인 여러 가락의 긴아리랑류를 즐겨 부르고 있다. 다만 '날좀보소'와 '정든님이' 등의 가사는 경쾌한 밀양아리랑 가락으로 부르고 일반 아리랑 가락에는 올리지 않았다. 또한 중년층의 경우 경쾌한 가락을 자주 부르지만 특히 노년층은긴가락의 아리랑을 부르고는 이것을 '밀양의 아리랑'이라고 말하기도 하였다. 그러니까 지역 명칭을 붙여 밀양아리랑이란 이름이 생기게 된 연원은 확실치 않으나, 경쾌한가락과 고정적인 유흥가하로 어우러진 소위 '밀양아리랑'은 그리 오래된것 같지않으니 아마도 신민요의 발생과 그 시가가 가깝지 않을까 짐작된다.…(후략)… |

밀양아리랑은 아랑설화와 관계없다.
밀양아리랑을 아랑 낭자의 비극과 관련이 있다고 한다. 예를 들어 ‘대한민국 구석구석 > 여행이야기’에는 밀양아리랑을 다음과 같이 소개한다.
| 아랑 전설이 원형이라 전해지는 것이 하나 더 있다. 경상남도를 대표하는 민요 밀양아리랑이다. 밀양 사람들이 정절을 지키려다 죽음을 당한 아랑 낭자를 기리며 부르던 노래가 밀양아리랑이라 한다. 지금도 밀양에는 아랑 낭자를 기리는 아랑사가 있다. |

그러나 밀양아리랑은 아랑 설화와 관련이 없다. 1946년 밀양지역의 동인지인 ‘화악(華岳)’ 창간호에서는 다음과 같이 설명한다.
| 아리랑을 밀양사람들은 흔히 아랑사(阿娘祠)에서 아리랑이 생겼다는 얼토당토 않은 말을 하는 사람도 있으며, 또는 아리랑은 <아리랑>이 아니라 <아이성(我耳聲)>이다. 이 세상은 만사가 식자위환(識者爲患)이다. 무선일이든지 차라니 내 귀가 먹어 듣지 못하는 것이 낫겠다는 뜻이라 하고 고개는 세상험한 고개라고 말하는 고(故)고 한자에다가 못지랴고 하는 한자병에 걸린 사람도 있으나 <아리랑>의 뜻을 그럿게 쉽게 판단할 수는 없는 것이다. (…하략…) |

그리고 밀양지에서도 밀양아리랑과 아랑설화에의 연관성에 대해서는 언급이 없다. 조선의 민요(1949)의 227면에따르면 아랑의 전설이 밀양아리랑의 연원으로 일러온다고 한다.

밀양아리랑은 함경도아리랑의 영향을 받아 재구성된 곡이란 주장
물런 <단천 아리랑> 뿐아니라, (la-sol-mi-re-do-La)로 구성된 선율과, 부점이 사용되고 있다는 것 그리고 경쾌한 리듬인 세마치 리듬을 사용하고 있는 것으로 보아 <밀양아리랑>은 <함경도 아리랑>의 영향을 받아 재구성 곡으로 추정한다는 주장도 있다.

밀양아리랑을 주제로한 밀양민속예술보전협회ㆍ김금희무용단의 공연
2011년 12월 27일 ~ 28일 서울 남산국악당에서 열리는 "지역 소리와 문화가 어우러지는 '2011 아리랑 한마당'"에서, 행사 두 번째날인 28일(수), 3번째마당에서 밀양아리랑이 불렸다. 이 공연을 개최하는 쪽에서 밀양에 아리랑에 참여해 달라고 요청해, 밀양에서는 '밀양민속예술보존협회(밀양 백중놀이팀)'을 급조해서 행사에 참가했다. 2012문화체육관광부 상설문화프로그램에 밀양시가 응모를 하여 당선되었으며 국비지원을 받게 되었다. 밀양시는 영남루에서 밀양아리랑 소재의 공연을 공모했고, 예총 밀양지회, 밀양민속예술보존협회, 김금희 무용단 등 3개 단체가 이에 응했다. 그 결과 2012년 5월 19일 ~ 2012년 9월 7일까지 "밀양아리랑 토요 상설공연"이 이루어졌다. 밀양아리랑을 주제로한 밀양아리랑 토요상설공연은 밀양민속예술보존협회의 밀양아리랑 공연, 밀양아리랑 따라 부르기, 밀양아리랑 장단 배우기, 김금희 무용단의 밀양아리랑 창작무용, 밀양아리랑 편곡, 밀양아리랑 창작 판소리 등이 공연되었다. 2013년에는 2013년 6월 29일 ~ 2013년 8월 31일까지 밀양아리랑을 주제로 밀양민속예술보존협회와 김금희무용단이 공연을 한다.

아리랑의 유네스코 등재에 따른 밀양아리랑
2012년 12월 3일 ~ 2012년 12월 7일, 프랑스 파리 유네스코 본부에서 열린 제7차 무형유산 보호를 위한 정부간 회의에서 아리랑을 등재권고를 결정했으며 같은 월 5일 저녁 9시쯤 위원회는 만장일치로 아리랑의 인류무형유산으로 등재를 결정했다. 이에 따라 밀양아리랑도 같이 포함되게 되었다.
밀양에는 밀양아랑을 체험할 수 있는 문화공간이 없으며, 영남루와 밀양역을 제외한 관광지에는 밀양아리랑의 노랫말을 담은 비석도 없고, 밀양아리랑의 기원도 알 수 없으며, 밀양시에서 활동하는 몇몇 연구보존 단체의 활동도 미미하며, 밀양시청에 보관된 밀양아리랑에 관한 자료도 부족하다 한다. 밀양시청은 가칭 '밀양아리랑 보존회'를 설립하여, 밀양아리랑을 연구ㆍ보존하고, 밀양아리랑으로 만든 다양한 전통문화ㆍ문화예술 콘텐츠를 개발하고, 교동 밀양대공원내에 아리랑파크를 조성하려 한다.
2003년 8월 9일에는 최초의 민간단체인 사단법인 밀양아리랑 보존발전 연구회가 설립되었다.
대표자는 이충렬씨였고, 주소는 경상남도 밀양시 삼문동 4번지 110호, 설립목적은 '사회일반의 이익에 공여하기 위하여, 공익법인의 설립운영에 관한 법률의 규정에 따라 밀양아리랑의 보존 발전에 기여하기 위하여' 다.
2011년 8월 25일 밀양아리랑 문화포럼이 설립되었다. 회장에는 향토사학자인 박희학씨, 상임고문에는 부산대학교 산업기계공학과의 최원씩 교수가 선임되었다. 이날은 밀양아리랑 대축제 집전위원장인 박창기씨, 밀양향토사연구회 회장인 김태웅씨, 밀양참여시민연대 대표인 이철헌,  등이 참여했다.주소는 경상남도 밀양시 중앙로 401(옛날 주소 : 경상남도 밀양시 내이동 701-7, 휴암빌딩 3층)이었고 2012년 9월 7일경 경상남도 밀양시 시청서길 33(옛날 주소 : 경상남도 밀양시 내이동 1523-15)로 이전하였다.
밀양아리랑 보존회 창립추진 위원회(이하 추진위)는 2012년 12월 14일 공동대표(박희학씨, 하용부씨, 장병수씨)와 추진위원(장현호씨, 장병수씨, 강창오씨, 박현배씨, 박상욱씨)은 밀양아리랑문화포럼 사무실에서 밀양아리랑발전보존연구회, 밀양아리랑문화포럼, 밀양민속예술협회의 대표자들과 지역 문화 예술 관련자들과 함께 모임을 갖고 밀양아리랑 보존회 설립에 의견을 모았다. 2013년 3월 29일 오후 2시 밀양시립도서관 3층에서 밀양지역의 문화예술인 40여명이 모여 '밀양 아리랑 보존회 발기인 대회'를 열었다. 2013년 4월 30일 밀양 한솔연회장에서 열린 '밀양아리랑 보존회 창립총회'에서 밀양아리랑 문화포럼대표인 박희학씨를 밀양아리랑 보존회 초대회장으로 선출했다. 수석부회장은 밀양연극촌 촌장인 하용부씨를 선출했으며, 부회장에는 전 향토청년회 회장출신인 장병수씨를, 밀양무용협회 지회장인 김금희씨를 선출했다. 그외 밀양음악협회 지회장인 곽호진씨, 밀양문화원 사무국장인 박동영씨를 감사에 추대했으며, 밀양아리랑 문화포럼 사무국장인 장현호씨를 사무국장에 각각 선임했다.
2013년 7월 하순부터 2015년 10월말까지 290억원을 투입한 '아리랑공원' 조성 사업이 시작된다.

밀양교육지원청의 (표준) 플래시몹
밀양교육지원청은 밀양아리랑을 활용한 (표준) 플래시몹을 연구ㆍ개발하였다. 신진용(밀양교육지원청 교육장)은 "밀양아리랑의 본고장인 밀양에서도 학생들에게 밀양문화유산에 대한 애호심을 갖게 할까 하는 고민에서 출발했다"라고 플래시몹을 개발하게 된 계기를 밝히고있다. 이에 따라 2013년 4월 5일경 1차 실무회의를 연다. 참석한 위원들은 심경환 교육지원과장(위원장), 권순희 (장학사), 정상진(밀양초등학교 교장), 양달룡(밀성중학교 교장), 곽호진(밀성여중 교사), 김금희(춤나눔공간 대표), 하용부(밀양아리랑 포럼 추진위원), 손차숙(밀양시청 문화예술계장), 손경순(업무담당 장학사) 등이다. 밀양아리랑 꿈나무 노재자랑 지도교사 사전 연수회를 가졌고, 2013년 4월 10일 밀양아리랑 편곡 의뢰했고(강현주 작곡가), 동월 23일에는 밀양아리랑 음악교사연수회를, 동년 5월 1일에는 밀양아리랑 부르기 월례회를, 동월 10일에는 밀양아리랑 꿈나무 노래자랑 지도교사 사전연수회를, 동년 6월 4일에는 밀양아리랑 꿈나무 노래자랑을 열었다.
2013년 6월 7일(금), 제2차 실무위원회에서  밀양아리랑 편곡에 대한 1차 검토를 하였다. 2013년 6월 20일(목) 밀양교육지원청 2층 대회의실에서 제3차 실무위원회를 열었다. 참석한 위원은 신진용 교육장, 정상진(밀양초등학교 교장), 양달룡(밀성중학교 교장), 권순희 (장학사), 곽호진(예총 밀양시지부 음악분과지회장), 김금희(예총 밀양시지부 무용분과 지회장), 손차숙(밀양시청 문화예술계장), 김차경(노래), 강주현(작곡), 손경순(업무담당 장학사) 총 10명이다. 3차 실무회의에서는 편곡된 곡의 최종 검토를 하였다.
2013년 6월 25일 밀양교육지원청에서 열린 밀양아리랑 플래시몹 경연대회 지도교사 사전협의회에서 밀양아리랑 플래시 몹을 개발한 경위에 대해서 다음과 같이 밝혔다.
| 2012년 12월 6일은 우리나라 아리랑이 유네스코 인류무형문화유산으로 등재되는 쾌거를 이룬 날이다. 이는 중국이 조선족의 아리랑을 중국의 무형문화재로 선정하고 이어서 유네스코에 등재신청하려는 것을 저지했음을 축하하면서 5천만 대한민국이 15억 중국의 동북공정을 막아낸 것이라고 할 수 있다. 우리나라에는 남북한 합쳐서 약 60여종의 아리랑이 있고 무려 3600수에 이른다. 이 중 우리나라 3대아리랑으로 꼽히는 것은 정선아리랑, 진도아리랑, 그리고 밀양아리랑이며, 영남지방의 대표적 아리랑은 밀양아리랑이고 경남에는 밀양아리랑이 유일하다. 우리 밀양아리랑은 선율이 경쾌하고 생동적이며 특히 일제 식민치하에서 우리나라 가요들이 훼절되고 있을 때 그 진가를 발휘하였다. 즉 일제치하에서도 광복군아리랑, 독립군아리랑(군가로 불렸음)으로 불리면서 독립의식을 고취하는데 기여하였으며 심지어 파르티잔 아리랑(6.25 전쟁시 중공군이 부름)으로까지 불렸던 자랑스런 밀양의 문화유산이다. 그런데 세계문화유산을 지닌 고장 밀양 학생들이 정작 무감각, 무감동한 상황에서 어떻게 하면 밀양인으로서의 자긍심을 갖게 하고 애향심을 키울수 있을까? 어떻게 하면 밀양아리랑을 누구나 언제 어디서나 자신있고 당당하게 노래하고 즐기면서 체험하게 할까? 이런 고민에서 밀양아리랑 플래시몹 개발보급을 계획하게 된 것이다. |

2013년 6월 30일 밀양아리랑 편곡을 완성하였고, 동년 7월 4일 밀양아리랑 편곡 음원을 학교에 보급하였고, 2013년 7월 17일 밀양시문화체육관에서 밀양아리랑 플래시몹 경연대회를 열었다. 17일 열린 경연대회서는 학교당 팀을 1개씩 출전하도록 하였고, 각 팀은 5~15명 정도의 학생들로 구성하게끔 하였다. 밀양지역에서는 초등학교 17개, 중학교 7개, 고등학교 6개가 참가하였다.
2013년 7월 26일 표준 플래시몹을 개발하기 위해서 4차 실무위원회가 열렸고, 2013년 8월 2일에는 5차 실무회의가 열렸고, 2013년 8월 7일에는 6차 실무위원회가 열렸다. 5차 실무위원회서는 밀양아리랑 플래시몹의 1차 표준안이 검토되었고, 6차 실무위원회서는 최종 표준안이 검토되었다. 2013년 8월 14일 밀양아리랑 표준 플래시몹이 촬영되었고, 2013년 8월 28일 밀양아리랑 표준 플래시몹이 밀양교육지원청 3층 대강당에서 발표되었다.
| 모시는 글 소슬바람을 예감하는 입추를 맞이했습니다. 밀양아리랑을 생생하게 체험하는 장을 마련하기 위해 교육공동체와 함께 봄부터 매진해왔습니다. 드디어 우리 고장의 자랑스런 세계문화유산,밀양아리랑을 부르고 또 흥겹게 춤사위로 표현하고 즐기면서 진정 밀양인으로서 자긍심과 정체성을 확인하는 밀양아리랑 표준 플래시몹 발표회를 갖습니다. 바쁘시더라도 귀한 걸음 하셔서 밀양에서 시작된 아리랑 사랑이 경상도를 넘어 전국에 그리고 세계만방에 울려 퍼지는 역사의 현장을 함께 지켜봐 주십시오. 일시 : 2013.8.28(수) 16:30 장소 : 밀양교육지원청 3층 대강당 |

2025년 밀양아리랑축제 《칼을 품고 슬퍼하다》
2025년 밀양아리랑축제에서 공연 된 《칼을 품고 슬퍼하다》에 차용되었다.

## 갤러리

영남루에 있는 밀양아리랑비
밀양역의 오른편에 있는 밀양아리랑비

## 같이 보기
- 아리랑
- 정선아리랑

## 참고 문헌
- '경부선편, 59, 밀양행, 김도태선생', 1940년 2월 25일, 동아일보
- 미리벌의 얼, 1983. 9, 밀양시, 383~384면
- 밀양지, 2006. 4. 20(1987. 12. 10), 밀양문화원, 317~318면
- 밀양아리랑 토요 상설공연, 2012. 5. 19 ~ 8. 25, 영남루